# Vahid Hashemian
Vahid Hashemian, född 21 juni 1976 i Teheran, är en iransk fotbollstränare och före detta spelare (anfallare). Mellan 1998 och 2009 spelade han 50 matcher och gjorde 15 mål för det iranska landslaget.

## Klubbkarriär
Hashemian inledde sin fotbollskarriär i Pas Teheran. Han anlände till Tyskland säsongen 1999/2000 för att representera Hamburger SV. Han spelade dock bara 12 ligamatcher innan han 2001 lämnade klubben för VfL Bochum. Han hade tre bra säsonger i Bochum och gjorde 34 mål på 87 matcher. Hans sista säsong gjorde han 16 mål och hjälpte Bochum att nå en femteplats i Bundesliga. De kvalificerade sig till Uefacupen 2004/2005. Det gjorde att Bayern München fick upp ögonen för honom och de skrev ett kontrakt värt £2 miljoner. Efter en misslyckad säsong i Bayern München flyttade han till Hannover 96 där han spelade sedan säsongen 2005-2008. Därefter spelade han i tyska VfL Bochum 2008-2010. I december 2010 flyttade han tillbaka till Iran och skrev kontrakt med Perspolis FC.

## Meriter
Bayern München
- Bundesliga: 2005
- DFB-Pokal: 2005

Persepolis
- Hazfi Cup: 2011

Iran
- Asiatiska spelen: 1998